# Philoria pughi
Philoria pughi é uma espécie de anfíbio da família Limnodynastidae.
É endémica da Austrália.
Os seus habitats naturais são: florestas subtropicais ou tropicais húmidas de baixa altitude, regiões subtropicais ou tropicais húmidas de alta altitude, rios e marismas intermitentes de água doce.
Está ameaçada por perda de habitat.